# Vanda furva
Vanda furva är en orkidéart som först beskrevs av Carl von Linné, och fick sitt nu gällande namn av John Lindley. Vanda furva ingår i släktet Vanda och familjen orkidéer. Inga underarter finns listade i Catalogue of Life.